# مجارها
مجارها (به مجاری: magyarok) ملت و قومیتی در اروپای مرکزی، در حوضه پانونی و اصالتاً به مجارستان مربوط هستند. حدوداً چهارده میلیون نفر در جهان به زبان مجاری سخن می‌گویند که حدود ده میلیون از آنها در مجارستان، دو و نیم میلیون در کشورهای همسایه به ویژه در بخش‌هایی از رومانی، اسلواکی، صربستان و اوکراین و حدود دو میلیون دیگر در سراسر جهان زندگی می‌کنند. مجارهای کشورهای همسایه پیش از انحلال پادشاهی اتریش-مجارستان و پیمان تریانون (‎۱۹۱۸–۱۹۲۰) متحد بودند.
مجارها شامل زیرگروه‌های چانگو، سکی، پالوتس، یاسی و ماتیو هستند.

## نظرات تاریخی
ماکیاولی معتقد بود ژرمن‌ها و مجارها پس از مهاجرت چنان متمدن شدند که احتیاجی به ترک مسکن و مأوای خود نداشتند و چون بسیار جنگاور بودند، سدی در برابر مهاجرت‌های گسترده از سکاستان ساختند. مجارها و لهستانی‌ها همچنین بارها از پیشروی تاتارها جلوگیری کردند و از این‌رو، می‌بالند به اینکه اگر جنگ‌افزارهای ایشان نبود، ایتالیا و کلیسا بارها پایمال تاتارها شده بود.